# East Tennessee State University
Die East Tennessee State University (auch ETSU genannt) ist eine staatliche Universität in Johnson City im US-Bundesstaat Tennessee. Sie wurde 1911 gegründet. Derzeit sind hier 11.656 Studenten eingeschrieben.
In einer in Deutschland durch die Deutsche Wiedervereinigung von gesellschaftlichem Umbruch und Hochschulerneuerung geprägten Zeit wurden in 1993 auch Arbeitskontakte zur Universität Rostock hergestellt: „Rektor  besuchte Universität von Tennessee: Kooperation vereinbart. Alma Mater hat mit 53 ausländischen Universitäten Verträge“ berichtete die in Rostock erscheinende Norddeutsche Neueste Nachrichten (NNN) in der Ausgabe vom 18. Juni 1993 über einen Arbeitsbesuch von Gerhard Maeß auf Einladung in den USA, dessen Höhepunkt die Unterzeichnung einer Kooperationsvereinbarung zwischen der East Tennessee State University (ETSU) und der Universität Rostock war und somit durch Arbeitskontakte das Spektrum der internationalen Zusammenarbeit beider Universitäten erweiterte.

## Fakultäten
- Künste und Wissenschaften
- Medizin (Quillen College of Medicine)
- Öffentliche Gesundheit und verwandte Gesundheitsbereiche
- Pädagogik
- Pharmazie
- Pflege
- Weiterbildung
- Wirtschaftswissenschaften und Technologie
- Graduate Studies
- Honors College

## Sport
Die Sportteams der ETSU sind die Buccaneers. Die Hochschule ist Mitglied der Southern Conference.